# 트립신

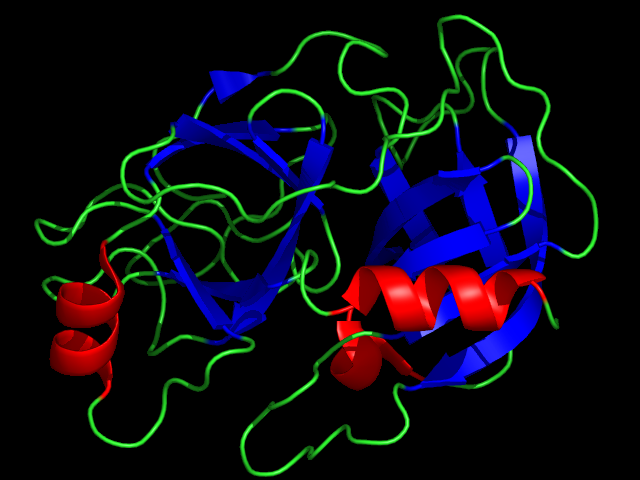
X-ray로 분석한 트립신 구조

트립신(trypsin)은 이자에서 분비되는 소화 효소로, 펩신과 함께 제일 중요한 단백질분해효소이다. 이 효소는 1874년 퀴네라는 사람이 발견하였다. 펩타이드 아미노산 서열 중에서 아르기닌(arginine)과 리신(lysine) 뒤를 가수분해하는 분해 기작을 지닌다. 이자에서는 트립시노겐의 형태로 분비되고, 분비 후 트립신으로 활성화되어 단백질 또는 펩타이드를 가수분해할 수 있다.
콩에는 트립신의 활동을 방해하는 특정한 단백질이 들어있어 콩을 날로 먹으면 소화가 잘 되지 않는다. 하지만 콩을 가열할 경우 이 단백질 성분이 변성된다. 결국, 트립신이 활성화되어 소화 효소의 침입이 용이해지는 것이다.